# Pseudomorfisme

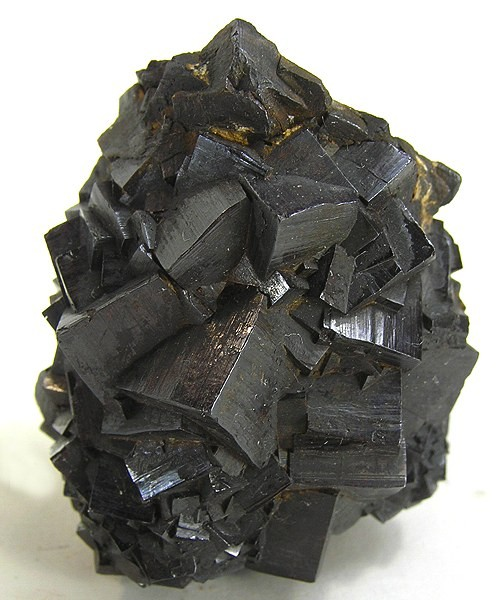
Pseudomorfisme de goethita després de pirita

En mineralogia, el pseudomorfisme és el procés pel qual un mineral és reemplaçat totalment o parcialment per un altre d'una espècie diferent, conservant però la forma externa del mineral primitiu. L'aspecte i les dimensions romanen iguals. El nom significa literalment forma falsa.
La terminologia que s'empra per mencionar un mineral pseudomorf es pot fer de dues maneres: 
- mineral substitut pseudomòrfic de mineral original.
- pseudomorfisme de mineral substitut després de mineral original.

Per exemple, la malaquita pseudomòrfica després d'atzurita (o pseudomorfisme de malaquita després d'atzurita) consisteix en la substitució d'una molècula de diòxid de carboni (CO₂) per una d'aigua (H₂O) en dues unitats d'atzurita, de manera que s'oxiden donant lloc a tres de malaquita. Quan això passa, els cristalls mantenen la seva forma de manera que l'únic canvi a simple vista és el color.
Segons la manera com es fa la substitució tenim: substitució, alteració, incrustació o paramorfisme.

## Substitució
Un pseudomorfisme per substitució (o pseudomorfisme d'infiltració) és un pseudomorfisme en què un mineral o un altre material se substitueix per un altre. La forma original del mineral es manté sense canvis, però el color, duresa i altres propietats canvien als del mineral que substitueix.

## Alteració
Una varietat d'aquest tipus de pseudomorfisme es diu alteració (pseudomorfisme per alteració), en la qual només es produeix una substitució parcial. Això passa quan un mineral d'una composició canvia, degut a una reacció química, a un altre de composició similar, només parcialment, retenint la forma cristal·lina original. Un exemple d'aquest tipus de canvi és el de la galena (sulfur de plom) per anglesita (sulfat de plom). El pseudomorf resultant pot contenir un nucli inalterat de galena envoltat d'anglesita, amb la forma cristal·lina cúbica de la galena.

## Incrustació
Un pseudomorf per incrustació, també anomenat perimorf, és quan a sobre d'un mineral es diposita una crosta d'un altre, fent desaparèixer el mineral original en la majoria dels casos. El mineral que ha quedat per sobre conserva la forma del mineral o material original. D'altra banda, un altre mineral pot omplir l'espai (el motlle) prèviament ocupat per l'altre mineral.

## Paramorfisme
Un paramorf (també anomenat alomorf) és quan l'estructura interna d'un mineral canvia a una forma polimorfa. Manté la mateixa composició química, però amb una estructura diferent. El mineral sembla idèntic a la forma inalterada original.